# Бимини
Бими́ни (англ. Bimini) — один из 32 районов Багамских островов, состоящий из цепи островов, крупнейшие острова: Северный Бимини и Южный Бимини. Административный центр района — населенный пункт Элис-Таун (Alice Town). Площадь района — 23 км². Население — 2008 человек (2010).

## География
Северный Бимини — около 11 км в длину и 210 метров в ширину. Главный населенный пункт острова — Элис-Таун (Alice Town), представляет собой скопление магазинов, ресторанов и баров вокруг единственной дороги, известной как Королевское шоссе (King’s Highway). На Южном Бимини находится взлётно-посадочная полоса и две гостиницы, это тихая альтернатива суете Северного Бимини.
Остров больше всего известен рыбалкой — окружающий его океан многие считают одним из самых лучших мест в мире для рыбной ловли. Поскольку Бимини находится всего лишь в 80 км (50 миль) восточнее Форт-Лодердейла в штате Флорида на побережье США, многие американцы-рыболовы отправляются на остров на лодке или на яхте, чтобы порыбачить или насладиться ночной жизнью острова. Также популярны плавание с аквалангом и в ластах с маской и дыхательной трубкой, так как вокруг острова много затонувших кораблей.

### Целебный грот
В морском мангровом лесу, который покрывает четыре мили Северного Бимини, находится Целебный грот (The Healing Hole) — заводь, расположенная в конце причудливой сети подземных туннелей. Во время отливов по этим туннелям в заводь поступает прохладная, обогащенная минеральными солями пресная вода. 

## История
Во времена сухого закона в США Бимини был излюбленным прибежищем и пунктом снабжения для торговли спиртными напитками (ромом).
Американцы больше узнали о Бимини после того, как Адам Клейтон Пауэлл-младший (Adam Clayton Powell, Jr.) стал жить там в добровольном заточении после исключения из Палаты представителей США (с января 1967 года по апрель 1969 год).
Рейс 101 авиакомпании «Chalk’s Ocean Airways» летел на Бимини, когда упал 19 декабря 2005 года; как минимум одиннадцать его пассажиров были жителями Бимини.

## Бимини и Хемингуэй
Атлантический голубой марлин весом около 250 кг, пойманный у берегов Бимини, вдохновил Эрнеста Хемингуэя написать повесть «Старик и море».
Действие первой части романа Эрнеста Хемингуэя «Острова в океане» происходит на Северном Бимини.
31 декабря 2005 года один из самых известных баров Бимини, «Опытный рыболов» (The Compleat Angler) сгорел дотла во время пожара. Бар прославился висевшими на его стенах фотографиями Эрнеста Хемингуэя; фотографии погибли в огне.

## Загадки Бимини
На Бимини находится несколько памятников природы с загадочными свойствами неясного происхождения. Большая часть исторических сведений об этих местах носит гипотетический характер, при этом специалисты различных областей знания высказывали самые разные объяснения. Из них вызывающее самые большие споры место — это Дорога Бимини (Bimini Road), лежащая на морском дне на глубине 5-6 метров.

### Дорога Бимини
В сентябре 1968 года в море у берегов Парадиз-Пойнт (Paradise Point) на Северном Бимини было обнаружено семьсот метров аккуратно выложенных известняковых блоков, составляющих то, что сейчас называют «Дорогой Бимини». После десяти проведённых подводных археологических экспедиций начиная с 1974 года, историк Дэвид Зинк (David Zink) убеждён, что эти камни по своей природе являются мегалитами и были уложены людьми.

Гэвин Мензис (Gavin Menzies), автор книги «1421 год: год открытия Америки Китаем» (1421: The Year China Discovered America), полагает, что это дело рук потерпевших кораблекрушение китайских путешественников.

Другие исследователи утверждают, что это результат дноуглубительных работ, работы прибоя или морские отложения, называемые пляжевой породой.
Являются ли эти камни действительно следами утраченной цивилизации, работой оказавшихся на берегу моряков или всего лишь естественной геологической формацией — ещё предстоит установить. На природное происхождение данного объекта указывают и схожие образования у островов Флорида-Кис (у побережья Флориды).

### Фонтан молодости
Известные факты о Хуане Понсе де Леоне и его поисках Фонтана молодости так же уклончивы, как и сам таинственный омолаживающий источник. Рассказали ли эту историю де Леону араваки или их родственники индейцы таино — неясно, но в обеих версиях этой истории утверждается, что коренные жители говорили о земле под названием «Би-ми-ни», где находится фонтан.